# روجر أندريسن
روجر أندريسن (بالنرويجية البوكمول: Roger Andresen)‏ هو ضابط شرطة نرويجي، ولد في 1951. شغل منصب نائب رئيس الشرطة وقائد إدارة النظام العام في منطقة شرطة أوسلو منذ عام 1995.
في عام 2011، تم التحقيق مع أندرسون من قبل الوحدة الخاصة لشؤون الشرطة بعد اتهامها بعدم الكفاءة فيما يتعلق بالتعامل مع قضية نيغارد، والتي تعرض فيها الكاتب ويليام نيغارد للاغتيال بعد نشره الترجمة النرويجية لكتاب آيات شيطانية. وُجد أندرسون غير مذنب، لكن التحقيق أكد حدوث العديد من الأخطاء القانونية.
كان أندرسن قائداً للشرطة بالإنابة في أوسلو خلال هجمات النرويج 2011 التي قام بها أندريس بريفيك.
كان لسنوات عديدة رئيس أيريك جنسن الذي حُكم عليه في عام 2017 بالسجن 21 عامًا بتهم الفساد وتجارة المخدرات وحيازة أسلحة ممنوعة. تم استدعاء أندرسون كشاهد من قبل الدفاع وشهد بأنه لم يكن على علم بأي فساد يحيط بجنسن.